# Distretto di Raebareli
Il distretto di Raebareli è un distretto dell'Uttar Pradesh, in India, di 2 872 204 abitanti. È situato nella divisione di Lucknow e il suo capoluogo è Raebareli.